# Cometes amabilis
Cometes amabilis är en skalbaggsart som först beskrevs av Martins och Maria Helena M. Galileo 2001.  Cometes amabilis ingår i släktet Cometes och familjen långhorningar.
Artens utbredningsområde är Costa Rica. Inga underarter finns listade i Catalogue of Life.